# 维亚切斯拉夫·克拉西利尼科夫
维亚切斯拉夫·鲍里索维奇·克拉西利尼科夫（俄语：Вячеслав Борисович Красильников，1991年4月28日—），俄罗斯男子沙滩排球运动员，2017年世界沙滩排球锦标赛男子铜牌得主、2019年世界沙滩排球锦标赛男子金牌得主、2020年夏季奥林匹克运动会男子银牌得主。